# Adele Schreiber-Krieger
Pour les articles homonymes, voir Schreiber et Krieger.
Adele Georgina Schreiber-Krieger, née le 29 avril 1872 à Vienne (Autriche) et morte le 18 février 1957 à Herrliberg (Suisse), est une féministe, journaliste et femme politique allemande, membre du Parti social-démocrate. Après l'arrivée d'Adolf Hitler au pouvoir en 1933, elle s'exile au Royaume-Uni puis en Suisse.

## Biographie

### Origines et études
Adele Schreiber-Krieger est la fille de Joseph Schreiber, un médecin, et de Clara Hermann, un écrivain. Bien que ses deux parents sont juifs, elle est élevée comme une catholique. Elle fréquente des internats à Stuttgart et à Paris, et commence à écrire dès son plus jeune âge sur les questions sociales et en particulier sur les droits des femmes. En 1898, elle épouse Richard Krieger, un médecin. En 1900, elle étudie l'économie à l'université Humboldt de Berlin pendant un semestre, et voyage ensuite en Angleterre et en France, où elle prend contact avec des mouvements féministes des deux pays, étudiant également à la London School of Economics.

### Carrière professionnelle et politique

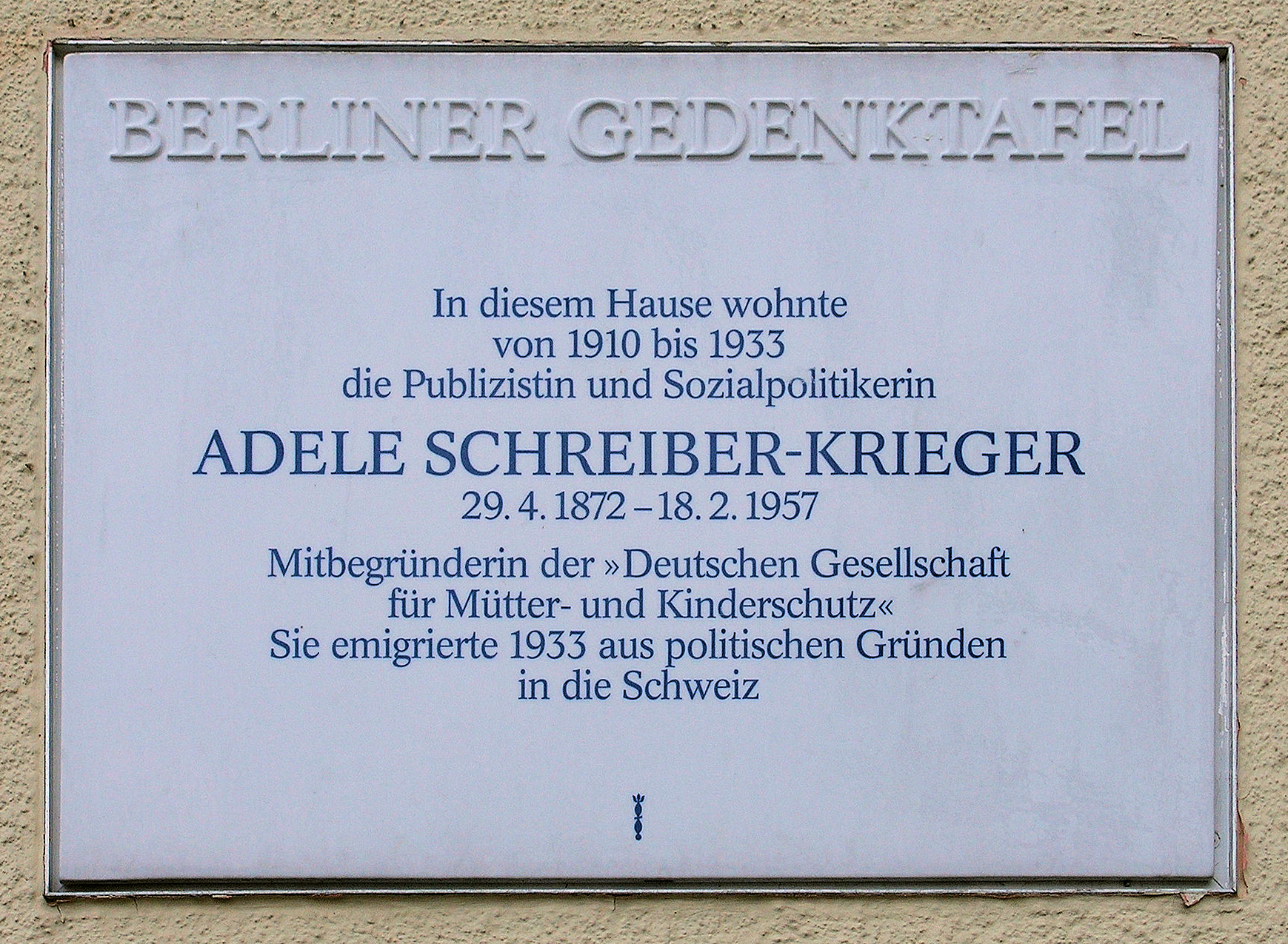
Plaque en hommage à Adele Schreiber-Krieger devant son domicile à Berlin.

Elle commence à écrire des articles sur les questions sociales et politiques pour des publications autrichiennes et internationales à la fin des années 1890. Ses papiers traitent le plus souvent du mouvement féministe, où elle plaide pour les droits des mères célibataires et pour le droit de vote des femmes. En 1910, elle devient journaliste au magazine Die Staatsbürgerin (La Citoyenne) et, en 1917, elle écrit le scénario du film muet Die im Schatten leben (Ceux qui vivent dans l'ombre), qui porte sur les enfants illégitimes.
En 1904, elle cofonde la Weltbundes für Frauenstimmrecht und staatsbürgerliche Frauenarbeit (Fédération mondiale pour le droit des femmes et le travail des femmes) et en est la première vice-présidente jusqu'en 1933. De 1905 à 1909, elle travaille pour le Bund für Mutterschutz und Sexualreform (Fédération pour la protection de la mère et la réforme sociale) et siège de 1911 à 1918 au conseil d'administration de la Deutschen Gesellschaft für Mutter- und Kindesrecht (Société allemande pour les droits des mères et des enfants) fondée en 1904 par Ruth Bré. Entre 1920 à 1924, elle dirige le département « Mère et enfant » de la Croix-Rouge allemande à Berlin, où elle crée des centres de loisirs pour enfants et représente l'organisation lors de conférences internationales. Bien qu'elle ait été impliquée dans de nombreuses causes pour les droits des mères et des enfants, elle n'a jamais eu d'enfants.
En 1918, après la fin de la Première Guerre mondiale, elle rejoint le Parti social-démocrate d'Allemagne. Elle compte parmi les 33 femmes élues députées au Reichstag lors de la première législature (1920-1924) puis redevient députée entre 1928 et 1932. Dans l'intervalle, elle entreprend une vaste tournée de conférences aux États-Unis et en France. Au Reichstag, elle plaide principalement pour les droits des femmes et lutte contre le paragraphe 218, une loi anti-avortement.

### Exil
Le 5 mars 1933, le jour des élections législatives qui portent le parti nazi au pouvoir, elle fuit l'Allemagne pour la Suisse. Vice-présidente de l'Association internationale pour le suffrage des femmes, elle intervient à Marseille lors d'un congrès la même année ; si elle partage leur désir de paix, elle demande aux féministes présentes de renoncer à considérer le droit de vote des femmes comme la solution au problème nazi : « Nous sommes à la veille de grands bouleversements universels. Ce sont des forces majeures, des forces élémentaires, vis à vis desquelles l'influence des femmes est une arme bien trop faible ». Les déléguées allemandes et françaises célèbrent pourtant le rapprochement entre leurs deux pays et concluent qu'« en dépit du président si complexe », il « faut savoir attendre et espérer », l'actualité allemande leur apparaissant comme un phénomène lié à la crise économique et qui cause « une véritable réaction contre l'émancipation féminine ».
Elle vit à Genève en tant que réfugiée politique jusqu'en 1939, date à laquelle elle émigre en Angleterre. Sa nationalité allemande lui est retirée la même année. Elle reste active dans le mouvement des droits des femmes et devient membre du Parti travailliste britannique. En 1944, elle est chargée par le gouvernement britannique de donner des conférences aux prisonniers de guerre allemands dans les camps anglais. Elle revient en Suisse en 1947, où elle meurt en 1957.

## Sources
- (en) Cet article est partiellement ou en totalité issu de l’article de Wikipédia en anglais intitulé « Adele Schreiber-Krieger » (voir la liste des auteurs).